# John Stjernfalk
John Georg Stjernfalk, född 10 december 1964 i Buenos Aires i Argentina, är en svensk militär.

## Biografi
John Stjernfalk är son till civiljägmästare Hans Stjernfalk och pedagog Else-Britt Stjernfalk (född Hugosson). År 1987 tog han civilingenjörsexamen i maskinteknik vid Linköpings tekniska högskola och officersexamen vid Krigsskolan, varpå han samma år blev löjtnant och flygingenjör. Han var 1987–1989 handläggare vid Kvalitetsavdelningen på Försvarets materielverk (FMV), 1990–1991 lärare vid Krigsflygskolan och 1992–1995 handläggare för underhållssystem i projektledningen för Saab 37 Viggen vid FMV, 1993 befordrad till major. År 1995 tog han ekonomie magister-examen vid Uppsala universitet, varefter var han chef för Typkontor 37 vid Upplands flygflottilj 1996–1997 och vid denna tid befordrades till överstelöjtnant. År 1998 befordrades han till överstelöjtnant med särskild tjänsteställning, varpå han var projektledare för Saab 37 Viggen vid FMV 1998–1999 och produktionsledare för flygsystem vid FMV 2000–2001.
År 2001 befordrades Stjernfalk till överste och blev därmed sannolikt den yngste översten någonsin i flygvapnet. Han var projektledare för Saab 39 Gripen vid FMV 2001–2005. År 2001 deltog han också i Session européenne des responsables d’armement vid École militaire i Paris. Han var militärsakkunnig i Enheten för det militära försvaret vid Försvarsdepartementet 2005–2007. År 2008 utnämndes han till chef för civil-militärt samarbete (J9) i Kosovo Force, varpå han 2009–2010 var expert i Militärhelikopterutredningen. Han var chef för Anskaffningskontor Flyg och Rymd i FMV 2010–2014, under vilken period han befordrades till brigadgeneral. Därpå var han chef för SPL Flygsystem vid FMV 2014–2016. Under 2015 och 2016 tjänstgjorde han dessutom vid Ledningsstaben i Högkvarteret med utveckling av strategisk ledning av IT-relaterad verksamhet. Sedan den 12 september 2016 är han militärsakkunnig i Försvarsdepartementet.
John Stjernfalk invaldes 2002 som ledamot av Kungliga Krigsvetenskapsakademien. Han höll sitt inträdesanförande den 6 november 2003.